# Asgrauwe schorszwam
De asgrauwe schorszwam (Peniophora cinerea) is een schimmel behorend tot de familie Peniophoraceae. Hij leeft saprotroof op dode takken en twijgen van allerlei soorten loofhout in voedselrijke biotopen. Het is gemeld op esdoorn, paardenkastanje, els, hazelaar, appelboom, kers, esp, sleedoorn, zomereik, zwarte bes, wilg, sering, linde en iep. Het is eenjarig vruchtlichaam en groeit van januari tot oktober. 

## Kenmerken

### Uiterlijke kenmerken
Het vormt eenjarige, resupinate apothecia die volledig aan het substraat hechten. Het is dun en vliesachtig. Het verschijnt als kleine, ronde vlekken die zich uitbreiden en samensmelten. Een enkel apothecium kan een diameter hebben tot 12 cm en een dikte van 0,05-0,25 mm. Het is zo nauw verbonden met het substraat dat het niet kan worden losgemaakt. Het oppervlak is glad, soms poederachtig, in verschillende grijstinten, met doorschijnend bruin hymenium. De randen van het apothecium zijn vaag en dunner, onder de microscoop zijn er individuele draden op te zien.

### Microscopische kenmerken
Het heeft een monomitisch hyfensysteem. De schimmeldraden hebben een dikte van 2-4 μm, met dunne of dikke wanden en knobbelige scheidingswanden. Ze zijn vertakt en hebben gespen op de scheidingswanden. Het hymenium en sub-hymenium zijn bruinachtig en bestaan uit pseudoparenchym. In het hymenium komen talrijke conische cystidia voor, met afmetingen van 20-50 × 6-11,5 μm. De wanden van de cystidia zijn dik en bedekt met kleurloze kristallen. De cystidia zijn gelijk met het hymenium of steken er tot 20 μm bovenuit. Parafysen variëren van knotsvormig tot cilindrisch. De sporen zijn kleurloos, elliptisch of worstvormig, glad, dunwandig, zijn niet amyloïde en meten 5,25-8,75 × 2,62-30,5 μm.

## Verspreiding
Buiten Antarctica komt de asgrauwe schorszwam overal ter wereld voor, op alle continenten en ook op veel eilanden.

## Naamgeving
Het werd voor het eerst beschreven als een Corticium-soort door Christiaan Hendrik Persoon in 1797. Mordecai Cubitt Cooke bracht het in 1879 over naar Peniophora.